# Дробіт Микола Іванович
Мико́ла Іва́нович Дро́біт (*23 червня 1957, Головківка (Чигиринський район)) — доцент, начальник спеціального факультету Військової академії військово-космічної оборони, полковник.
Народився 23 червня 1957 року в селі Головківка Чигиринського району Черкаської області.
Закінчив Головківську середню школу 1974 року, Ярославське зенітне ракетне командне училище ППО 1978 року, Військову командну академію ППО 1988 року, Московський державний університет 1999 року. В цьому ж році отримав ступінь доцента.
Служить на різних командних посадах Збройних Сил Росії. З 2003 року начальник спеціального факультету Військової академії військово-космічної оборони імені Маршала Радянського Союзу Г. К. Жукова у місті Твер, Росія.
Автор 46 наукових праць. Нагороджений орденом «За військові заслуги», кількома медалями.